# Lido delle Nazioni
Il Lido delle Nazioni (Il Nazión nel dialetto locale) è una località balneare e turistica nel comune italiano di Comacchio, in provincia di Ferrara con 898 residenti nel comprensorio dei sette Lidi di Comacchio. Comprende un tratto di pineta demaniale e un lago lungo circa 3,5 km. Risulta particolarmente attrattivo nel periodo estivo quando è attivo un grande luna park che si aggiunge agli altri servizi per turisti come discoteche, bar, bancarelle, negozi, ristoranti, villaggi turistici, maneggi, terme, oasi e aree dedicate allo sport acquatico, come il lago artificiale delle Nazioni.

Anche per il 2024, Lido delle Nazioni ha avuto il riconoscimento "Bandiera Blu" per la purezza delle acque e la sostenibilità ambientale.

## Nome
Il nome della località deriva dall'idea dell'amministrazione comunale di Comacchio di intitolare i nomi di vie e piazze a stati, regioni geografiche e continenti, forse suggerita dalla presenza dell'Hotel delle Nazioni, esistente prima che il lido delle Nazioni acquisisse il suo nome e poi abbandonato.

## Storia
Alla fine degli anni '50 del XX secolo la società Nesco Italiana di Raul Biasi, con sede a Milano, acquistò l'area dove ora vi è il Lido delle Nazioni. Quest'ultimo venne fondato nel 1960 per far fronte alla richiesta di abitazioni per vacanze: nell'anno successivo vennero iniziati i lavori di sistemazione generale del terreno e appaltata la rete viaria, elettrica e fognaria.
Il progetto di sistemazione urbanistica fu redatto dall'architetto Salvatore Alberio di Como nel gennaio del 1960.
Il nome della via Acciaioli deriva da quello del cardinale Nicolò Acciaioli, Legato di Ferrara dal 1670 al 1673.

## Economia

### Turismo
All'interno del lido sono presenti numerose attrazioni per un pubblico giovanile, quali pub sulla spiaggia (ricavati dai bar degli stabilimenti balneari), discoteche, negozi e strutture turistiche all'aria aperta e al chiuso. Ogni mercoledì estivo viene allestito il mercatino di bancarelle sul lungomare.
 Nei pressi del lido si stende il bacino artificiale chiamato lago delle Nazioni dove è presente l'omonimo centro nautico nazionale della Lega navale italiana in cui vengono praticate la vela, la canoa e il kayak. Il bacino è anche una meta per gli amanti del windsurf.
Vi si trova inoltre la casa dove si fermò Garibaldi con la moglie Anita.